# Thomas Murray (giocatore di curling)
Thomas Blackwood Murray (Biggar, 3 ottobre 1877 – Biggar, 3 giugno 1944) è stato un giocatore di curling britannico.

## Biografia
Partecipò all'età di 46 anni ai I Giochi olimpici invernali edizione disputata a Chamonix (Francia) nel 1924, riuscendo a vincere una medaglia d'oro nella squadra britannica con i connazionali Laurence Jackson, Robin Welsh, William K. Jackson, John T. S. Robertson-Aikman, John McLeod, William Brown e D. G. Astley.
Nell'edizione l'argento andò agli svedesi, il bronzo alla Francia.